# Manolsko Konare
Manolsko Konare (bulgariska: Манолско Конаре) är ett distrikt i Bulgarien.   Det ligger i kommunen obsjtina Maritsa och regionen Plovdiv, i den centrala delen av landet, 140 km öster om huvudstaden Sofia.
Trakten runt Manolsko Konare består till största delen av jordbruksmark. Runt Manolsko Konare är det ganska tätbefolkat, med 104 invånare per kvadratkilometer.